# Mona Shourie Kapoor
Pour les articles homonymes, voir Kapoor.
 (mars 2018).
Si vous disposez d'ouvrages ou d'articles de référence ou si vous connaissez des sites web de qualité traitant du thème abordé ici, merci de compléter l'article en donnant les références utiles à sa vérifiabilité et en les liant à la section « Notes et références ».
Mona Shourie Kapoor, née le 3 février 1964 à Delhi et morte le 25 mars 2012, est une réalisatrice indienne. 
Elle est la fille de Sattee Shourie et la première femme de Boney Kapoor (en), un producteur de films de Bollywood.

## Biographie
Mona Shourie Kapoor est née à Delhi, en Inde, le 3 février 1964. 
Elle a eu deux enfants de son mariage avec Boney Kapoor, un fils Arjun Kapoor et une fille Anshula. 
Après sa séparation avec Boney Kapoor en 1996, Mona Shouri Kapoor a continué à vivre avec ses beaux-parents. Elle y vivait avec ses deux enfants, jusqu'à sa mort le 25 mars 2012.

### Carrière
Mona Kapoor a été la directrice de Futur Studios, le plus grand studio de film, entièrement meublé, de prise de vue en intérieur à Mumbai. 
En tant que directeur de la FCL[Quoi ?], elle a été la coordinatrice de production des films Sheesha  et Farishtey.
Elle a également servi en tant que Membre du jury de l'Indian Telly Awards (en) en 2005.
Kapoor est morte à cause d'une défaillance multiviscérale après s'être battue contre le cancer et l'hypertension, le 25 mars 2012,.

### Productions
Elle a réalisé des émissions de télévision à succès comme Hera Pheri (sur Star Plus), Yug (sur Doordarshan), Wilayatee Babu (sur Doordarshan) et Kaise Kahoon (TV). Yug a été largement plébiscité par les spectateurs, par les médias et par les sponsors. 